# Manuela Schwesig
Manuela Schwesig (Frankfurt an der Oder, 23 de maio de 1974) é uma política alemã filiada ao Partido Social-Democrata da Alemanha. Deputada no Bundestag, ela foi nos anos 2013 a 2017 ministra federal para assuntos da família, mulheres, juventude e seniores.  Schwesig demitiu-se desta função para candidatar-se à função de primeira ministra do estado de Meclemburgo-Pomerânia Ocidental onde reside.